# Angielscy poeci jezior
Angielscy poeci jezior, in. Lakiści (ang. lake – jezioro) – grupa poetów angielskich urodzonych na początku lat 70. XVIII wieku, związana z Krainą Jezior i będąca pionierami romantyzmu w Anglii.
Do grupy tzw. poetów jezior zwykło się zaliczać: Williama Wordswortha (1770–1850), Samuela Taylora Coleridge’a (1772–1834) i czasem Roberta Southeya (1774–1843). Poeci urodzeni na początku lat 70. XVIII wieku, związani z położoną na północy Anglii malowniczą Krainą Jezior (Lake District), to pierwsze pokolenie romantyków w literaturze angielskiej. Jest to jedna z niewielu generacji literackich w historii literatury, która ukształtowana została przez dokładnie takie same wydarzenia. W biografiach ich przedstawicieli można dostrzec identyczne punkty zwrotne.

## Program
Program romantyzmu angielskiego znalazł się w Przedmowie do drugiego wydania Ballad lirycznych (1801-02), napisanych przez Wordswortha i Coleridge’a. Autorem przedmowy był William Wordsworth.

### O poezji
Głównym postulatem poetów jezior było uwolnienie poezji z XVIII-wiecznej sztuczności, która powstała wskutek nadmiernego i ortodoksyjnego przestrzegania klasycystycznych poetyk. Nawoływali o wprowadzenie do poezji zdarzeń i sytuacji z życia codziennego, o sprowadzenie literatury z elitarnego parnasu z powrotem do zwykłego czytelnika. Również temu miał służyć nowy język – codzienny, prosty, zaczerpnięty z mowy potocznej (ale nie wulgarny), który jednocześnie miał ożywiać nieznane dotychczas metafory i obrazy.
Również w opozycji do klasycystów narodziła się idea antyurbanizmu. Wyjście z wielkich ośrodków miejskich na łono natury i uwydatnienie roli wsi i prostoty w procesie inspiracji twórczej było postulatem prowadzącym wprost do podkreślenia wyjątkowej roli Przyrody, która miała stanowić inspirację dla poetów i ich najbliższą sojuszniczkę. Poezja miała zdaniem Wordswortha wyrażać ścisłe zespolenie namiętności ludzkich z życiem przyrody.

### O poecie
Wyimki z Przedmowy:
- Jest człowiekiem przemawiającym do ludzi, człowiekiem obdarzonym większą wrażliwością, posiadającym głębszą wiedzę o naturze ludzkiej, duszę chłonniejszą, niż jest to powszechne wśród ogółu ludzi.
- Pisze po to, by innym dać ukontentowanie.
- Ma większą skłonność do myślenia i odczuwania bez wyraźnych zewnętrznych potrzeb.
- Myślą i uczuciem przetwarza ludzkie namiętności.
- Jest podporą i opiekunem niosącym wszędzie powinowactwo i miłość
- Jest szańcem broniącym ludzkiej natury

Zwróćmy uwagę na wyjątkową (niemal boską) rolę poety. Rzeczywiście w romantyzmie, także polskim, był on uważany za wybrańca Boga, który ofiarując mu talent i natchnienie poetyckie, oczekuje, że będzie jego przedstawicielem na Ziemi i będzie prowadził za sobą ludzi.

## Twórczość
Wydane po raz pierwszy w 1798 roku Ballady liryczne autorstwa Wordswortha (23 ballady) i Coleridge’a (4 ballady) uważane są za pierwsze romantyczne dzieło w literaturze angielskiej. W poezjach poetów jezior niebagatelne miejsce zajmuje przyroda. Opisy malowniczych krajobrazów Lake District stanowią nie tylko fascynującą podnietę estetyczną, ale poprzez kontekst osiągają wymiar metaforyczny, daleko przekraczający wizualną cudowność widoków. W ich utworach dostrzec można również wpływy filozofii (Kant) i literatury niemieckiej (tzw. powieści zbójeckich, szczególnie u Coleridge’a) oraz wydanych w 1765 roku ballad staroangielskich Thomasa Percy’ego, które w dużej mierze ukształtowały świadomość narodową i kulturową poetów.
Poeci jezior pisywali poematy, sonety, ody, nie gardzili innymi gatunkami klasycystycznymi. Rzadziej w ich twórczości pojawiały się utwory humorystyczne (fraszki pisał tylko Coleridge).